# جزیره منشیکوف
جزیره منشیکوف (انگلیسی: Menshikov Island) یک جزیره در سرزمین خاباروفسک کشور روسیه است.